# Sym (rzeka)
Sym (ros. Сым) – rzeka w Rosji, w Kraju Krasnojarskim, lewy dopływ Jeniseju.
Długość rzeki wynosi 694 km. Powierzchnia dorzecza obejmuje 61 600 km². Bierze początek ze źródła pośród bagien we wschodniej części Niziny Zachodniosyberyjskiej i jest zasilana w większości z topniejącego śniegu. Średni przepływ wody wynosi w około 175 m³/s. Rzeka jest żeglowna na odcinku 265 km od ujścia do Jeniseju, Zamarza w październiku lub na początku listopada i lód utrzymuje się do maja.